# Repressalie

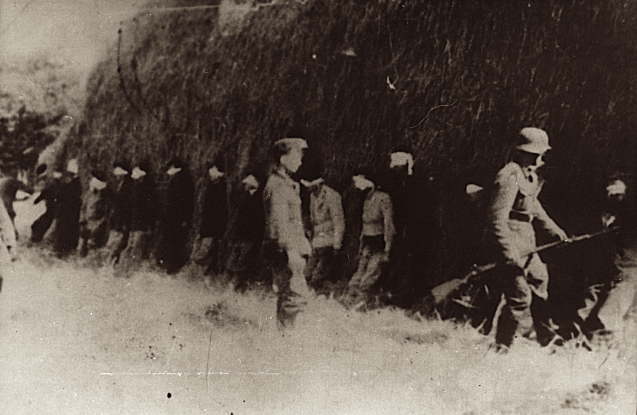
Partisanenhinrichtung durch die deutsche Wehrmacht in Serbien, 1941

Unter Repressalie (aus mittellateinisch reprensalia, das Sich-zurück-Nehmen von etwas Weggenommenem, später an pressen angelehnt) wird eine Zwangsmaßnahme verstanden, die ein Staat gegen einen anderen Staat ergreift, um diesen zur Aufgabe eines Völkerrechtsverstoßes und zur Rückkehr zum völkerrechtskonformen Verhalten zu bewegen. Repressalien sind selbst völkerrechtswidrige Maßnahmen, die nur dann zulässig sind, wenn keine andere Möglichkeit mehr besteht, dem Unrecht eines anderen entgegenzutreten. Weil Repressalien auch selbst immer den Charakter einer Rechtsverletzung haben, ist bei ihnen der Grundsatz der Verhältnismäßigkeit zu beachten. Eine Gleichartigkeit der Repressalie mit der vorangegangenen Rechtsverletzung ist dabei nicht der Maßstab.
Repressalien dienen der staatlichen Selbsthilfe zur Durchsetzung des Völkerrechts, wo andere Instrumente versagt haben oder nicht greifen. Nur unter diesen Voraussetzungen stellt eine Repressalie keine Rechtsverletzung dar. Gegenrepressalien sind unzulässig. Die Überschreitung der Grenze zulässiger Repressalien, der „Repressalien-Exzess“, ist allerdings selbst ein völkerrechtliches Delikt, gegen das wiederum Repressalien ergriffen werden können.
Zusammen mit den Retorsionen werden Repressalien als Gegenmaßnahmen bezeichnet.
Die seit Mitte des 20. Jh. betriebene Schaffung einer internationalen Rechtsordnung hat unter anderem das Ziel, die vermeintliche Notwendigkeit zur Selbsthilfe zu beschränken. Da mit der Notwendigkeit auch die Zulässigkeit entfällt, führt dies zu einer Abnahme der Bedeutung von Repressalien zugunsten von Sanktionen internationaler Organisationen, insbesondere auch des Sicherheitsrates der Vereinten Nationen.

## Friedensrepressalien
Die Anwendung oder Androhung von Gewalt ist keine erlaubte Repressalie, weil das Allgemeine Gewaltverbot im Völkerrecht keine Ausnahmen kennt. Zur Durchsetzung des Völkerrechts sind nur gewaltfreie Repressalien zulässig. Typische Repressal-Maßnahmen sind z. B. Strafzölle und die Verweigerung von Zahlungen oder anderen Verpflichtungen, ein Boykott oder ein Embargo, das Einfrieren von Guthaben oder der Eingriff in Vertragsverhältnisse. Eigene Verpflichtungen, die nach dem Völkervertragsrecht bindend sind, werden dabei suspendiert. (siehe auch Wirtschaftssanktion).

## Kriegsrepressalien
Im humanitären Völkerrecht wurden eine Reihe von Repressal-Verboten kodifiziert. Ursächlich war hierbei die Praxis, Kriegsgefangene und die Zivilbevölkerung in besetztem Gebiet zum Ziel von Repressalien zu machen.
Aufgrund der Erfahrungen im Ersten Weltkrieg wurden deshalb im Genfer Abkommen über die Behandlung der Kriegsgefangenen von 1929 Repressalien gegen Kriegsgefangene ausdrücklich verboten.
Schon im Ersten Weltkrieg war neben der Geiselnahme eine weitere Repressalmaßnahme praktiziert worden. Die Festnahme von Geiseln und die Androhung ihrer Tötung sollte das Wohlverhalten der Bevölkerung erzwingen. „Sühnegefangene“ dagegen wurden erst nach einer Widerstandshandlung der Bevölkerung festgenommen und getötet, um die Bevölkerung von weiteren Widerstandshandlungen abzuschrecken.
Das NS-Regime ignorierte sowohl das Haager als auch das Genfer Abkommen und exerzierte regelmäßig drastische Sühnemaßnahmen, oftmals ohne Berücksichtigung der wahren Täter und unter Umkehrung der Schuld. Beispiele für Repressalien des NS-Regimes: Nach dem Attentat auf Reinhard Heydrich im Mai 1942 wurden die zwei tschechischen Dörfer Lidice und Ležáky dem Erdboden gleichgemacht und die Bevölkerung erschossen bzw. in Konzentrationslager deportiert. In der Folge kam es zu über 3000 Todesurteilen gegen tschechische Bürger. Generalfeldmarschall Wilhelm Keitel erließ am 16. September 1941 eine Weisung des Oberkommandos der Wehrmacht zur Partisanenbekämpfung in Jugoslawien, den sogenannten Sühnebefehl:

„Der Führer hat nunmehr angeordnet, daß überall mit den schärfsten Mitteln einzugreifen ist, um die Bewegung in kürzester Zeit niederzuschlagen. […] Als Sühne für ein deutsches Soldatenleben muß in diesen Fällen im allgemeinen die Todesstrafe für 50 bis 100 Kommunisten als angemessen gelten. Die Art der Vollstreckung muß die abschreckende Wirkung noch erhöhen.“

Nachdem sich nicht ausreichend Kommunisten im Gewahrsam des NS-Regimes befanden, wurden, um die vorgeschriebenen Zahlen an Hinrichtungen einzuhalten, die internierten jüdischen Flüchtlinge des Kladovo-Transportes erschossen.
Der Schutz der Zivilbevölkerung, der bereits in den Haager Abkommen von 1899 und 1907 ansatzweise geregelt war, wurde im Genfer Abkommen über den Schutz von Zivilpersonen in Kriegszeiten 1949 festgeschrieben. Ausschlaggebend war der exzessive Gebrauch von Gewaltmaßnahmen gegen die Zivilbevölkerung in den deutsch-besetzten Gebieten Europas, insbesondere auch die Geiselnahme und -tötung. Die erste Genfer Konvention von 1949 verbietet jede Repressalie gegen Verwundete, Kranke, Sanitätspersonal und dazugehörige Gebäude und Materialien. Die zweite Genfer Konvention von 1949 wiederholt dieses Verbot für den Seekrieg. Die Zusatzprotokolle von 1977 haben dieses Verbot verstärkt.

### Rechtsgeschichte der Kriegsrepressalien
Bis 1860 spielten die Repressalien eine große Rolle im Kriegsverhalten. Die Kriegsparteien hofften, durch die Androhung von Repressalien könnten sie die Gegenseite von Verstößen gegen die Kriegsgebräuche und internationales Recht abhalten. Mit der nationalen Kodifizierung des Kriegsrechts und der strafrechtlichen Ahndung von Kriegsverbrechen und internationalen Übereinkünften, wie der Haager Landkriegsordnung und den Genfer Konventionen wurden die Repressalien langsam weniger benötigt.
Auch die Besetzung fremden Staatsgebietes wie z. B. die Ruhrbesetzung 1923 war früher eine zulässige Repressalmaßnahme.
1928 stellte ein internationales Schiedsgericht im Naulila-Fall, bei dem das deutsche Vorgehen beim Angriff auf Cuangar in der neutralen portugiesischen Kolonie Angola (auch Portugiesisch-Westafrika) im Jahr 1914 verhandelt wurde, die Anforderungen an Repressalien fest: a) Vorausgehender Verstoß des bestraften Staates, b) nach Verhandlungen bleiben die Wiedergutmachungsansprüche unerfüllt und c) darf die Repressalie nicht unverhältnismäßig zum vorausgegangenen Rechtsbruch sein.